# Daniela Krolupperová
Daniela Krolupperová (* 1969 Praha) je česká spisovatelka dětských knih a překladatelka ze severských jazyků.

## Biografie
Vystudovala nordistiku s finštinou na Filozofické fakultě Univerzity Karlovy v Praze. Poté studovala na lidové vysoké škole v Norsku žurnalistiku a jazyky na univerzitách v Helsinkách a Oslu. Při studiu pracovala jako redaktorka zahraniční redakce v tiskové agentuře ČTA. Od ukončení studia pracuje jako překladatelka a tlumočnice ve svobodném povolání.
Daniela Krolupperová žije v Praze a má tři dcery. Velkou zálibu vždycky nalézala ve sportu. V dětství řadu let závodně plavala. Cvičí aerobik, jezdí na běžkách a na kole.

## Dílo
Autorka píše knihy nejrůznějších žánrů pro děti všech věkových kategorií. Od dětství psala příběhy, hodně četla, vymýšlela komiksy. První autorčiny knihy směřovaly k populárně-naučné literatuře pro děti. Získala za ně mnohá ocenění, její knihy se pravidelně umisťují na předních místech celostátní čtenářské ankety SUK – Čteme všichni.

## Překlady do češtiny
- A. Jacobsson, S. Olsson: Bert a bráchové (2004)
- Ulf Palmenfelt: Požíračka mrtvol a jiné příšerné historky (2005)
- H. Hagerupová: Strašidla z Mrazivého ostrova (2015)
- A. Jacobsson, S. Olsson: Lotřík Petřík (2007)
- A. Jacobsson, S. Olsson: Svět podle Berta (2007)
- T. Egeland: Strážci úmluvy (2007)
- H. Bakkeid: Až mi zítra budeš chybět (2017)
- G. Tangen: Srdcerváč (2018)
- Egyptologie (kolektiv autorů), Albatros (2019)
- Příběhy pozoruhodných dětí, Mladá fronta (2019)
- K. Pankhurstová, Úžasné ženy, které změnily svět; Pikola (2019)

## Ocenění
- 2004 – SUK Cena učitelů za Proč mluvíme česky
- 2005 – Cena za nejkrásnější dětskou knihu na knižním veletrhu v Havlíčkově Brodě za knihu Zuzanka
- 2006 – SUK Cena učitelů za M. D. Rettigová, tajný deník její schovanky
- 2009 – SUK Cena knihovníků za Zákeřné keře
- 2010 – SUK Cena učitelů za Draka je lepší pozdravit
- 2010 – nominace na Zlatou stuhu za Draka je lepší pozdravit
- 2011 – Výroční cena nakladatelství Mladá fronta za Já se nechtěl stěhovat
- 2011 – SUK Cena učitelů za Historie Evropy – obrazové putování s Renátou Fučíkovou
- 2011 – Zlatá stuha za Historie Evropy – obrazové putování s Renátou Fučíkovou
- 2011 – nominace na Magnesia Litera za Historie Evropy – obrazové putování s Renátou Fučíkovou
- 2012 – Cena knihovníků za Společenstvo klíčníků
- 2012 – nominace na Zlatou stuhu za Společenstvo klíčníků
- 2013 – Cena za nejkrásnější dětskou knihu na knižním veletrhu v Havlíčkově Brodě za Mizící hmyzíci
- 2014 – Cena Noci s Andersenem za knihu Bubáček
- 2015 – Výroční nakladatelská cena nakladatelství Albatros za Zločin na Starém Městě pražském
- 2015 – Zlatá stuha za Zločin na Starém Městě pražském
- 2019 – Zlatá stuha za Past na korunu
- 2021 –  Cena SUK za Labutí dům

### Recenze knih
- Předškolákům pod stromek: jak vybrat knížky pro nejmenší (ne)čtenáře? na webu magazínu Reflex
- Krolupperová, Daniela – Společenstvo klíčníků na webu iliteratura.cz
- Krolupperová, Daniela – Zákeřné keře na webu iliteratura.cz
- Krolupperová, Daniela – Zločin na Starém Městě pražském na webu iliteratura.cz